# كاتي رايت
كاتي رايت (بالإنجليزية: Katie Wright)‏ هي ممثلة أمريكية، ولدت في 25 ديسمبر 1981 بكانساس سيتي في الولايات المتحدة.

## وصلات خارجية
- كاتي رايت على موقع IMDb (الإنجليزية)
- كاتي رايت على موقع قاعدة بيانات الفيلم (الإنجليزية)